# 林端娘
林端娘，明朝女性人物，瓯宁（今福建省建瓯市）人。
她许嫁给陈廷策。听说了陈廷策的讣告，请人传话：“不要入殓，我将到那里去死。”其父说：“你虽许嫁，还没有聘礼。”她回答：“既然许嫁，还要什么聘礼？”父亲对她小心防范。她说：“女儿什么地方不能死，不过死在夫家才罢了。”父亲说：“女婿家贫，没有给你装裹的衣物。”她说：“我不在乎身体。”父亲说：“女婿家贫，谁能给你传名？”她说：“名非所求。”于是前去哭奠完毕，选定死期，整理帛带自经，拱手三次而绝气。陈家原居青阳山下，山下人言林端娘将自尽时，山鸣响了三昼夜。